# فيليب كلوز
فيليب كلوز هو سياسي بلجيكي، ولد في 18 مارس 1971 في نامور في بلجيكا. نشط حزبياً في الحزب الاشتراكي البلجيكي. وقد انتخب عمدة بروكسل ‏ (20 يوليو 2017 – ).